# Cautio Criminalis

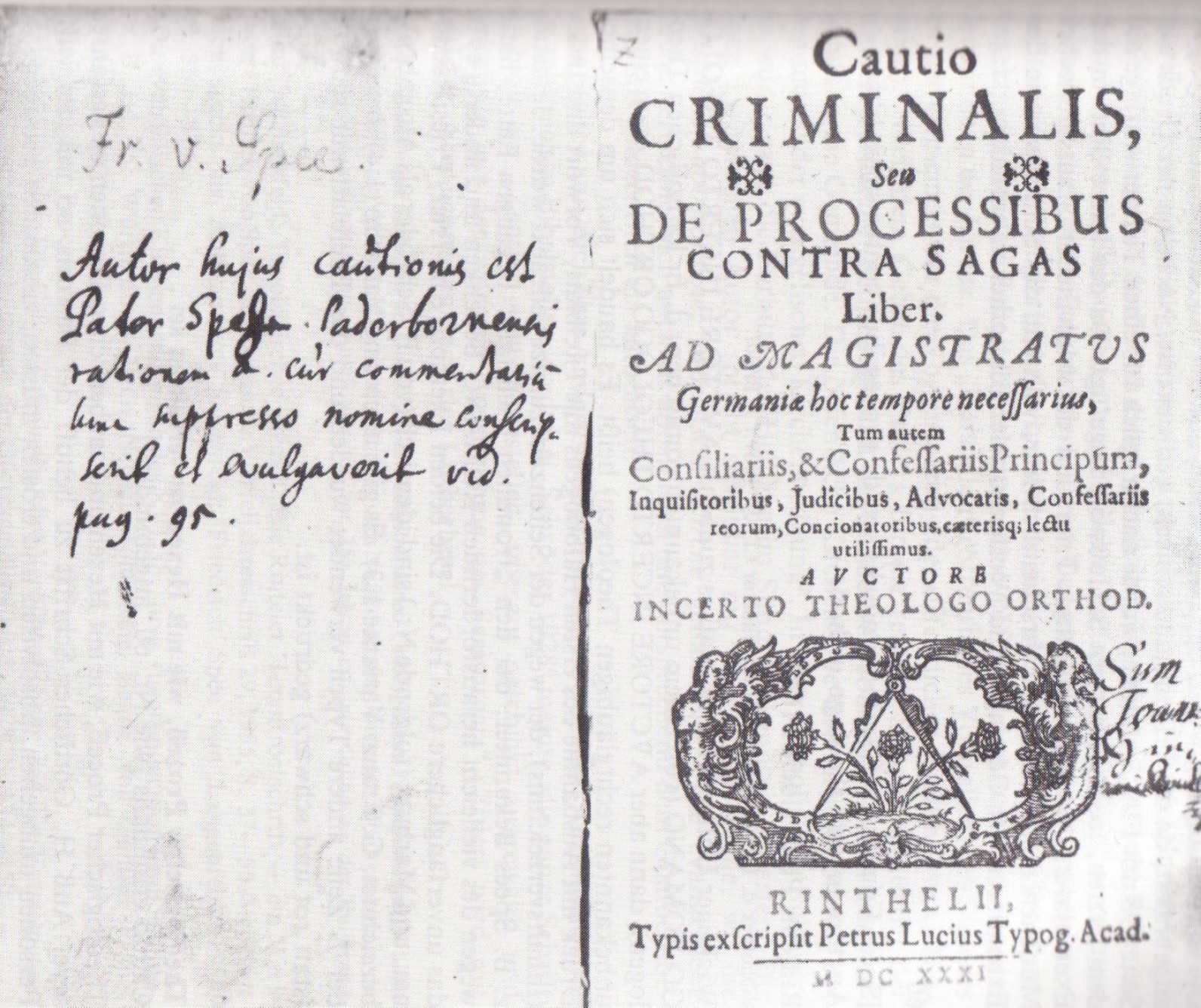
Friedrich von Spee: Cautio Criminalis, Rinteln 1631

Cautio Criminalis ("Precaução para os promotores", em latim) é a principal obra do jesuíta alemão Friedrich von Spee. Escrita em latim, é uma acusação contra os julgamentos por bruxaria, baseada nas suas próprias experiências, provavelmente na Vestfália. O livro foi impresso em 1631 em Rinteln sem a permissão ou o nome de Spee. O Cautio Criminalis provocou a abolição da queima de bruxos em alguns lugares, como a Mogúncia, e indicou o caminho para o gradual abandono da prática.